# Pic Espejo
El Pic Espejo és una muntanya de 4.765 metres situada a la Sierra Nevada de Mérida, una serralada secundària de la Serralada de Mérida, als Andes. Aquesta és la cinquena muntanya més alta de Veneçuela. Es troba inclosa dins el Parc Nacional Sierra Nevada.
La primera ascensió es va fer el 1911, per Alfredo Jahn, en la mateixa ascensió en què es va pujar el pic Humboldt i el pic Bonpland.
Al seu cim hi ha la cinquena i darrera estació del sistema Telefèric de Mérida, la qual cosa fa d'aquesta muntanya la més accessible de tots els grans cims de la Sierra Nevada de Mérida.